# 결정화학
결정화학(結晶化學, 영어: crystal chemistry)은 결정 뒤에 있는 화학 원리와 고체의 구조-특성 관계를 설명하는 데 사용하는 방법을 연구하는 학문이다. 결정 및 유리 구조의 조립을 지배하는 원리가 설명되고, 기술적으로 중요한 많은 결정 구조(아연 블렌드, 알루미나, 석영, 페로브스카이트)의 모델이 연구되며, 결정 구조가 많은 원인이 되는 다양한 기본 메커니즘에 미치는 영향이 설명된다. 물리적 특성이 논의된다.
이 분야의 목표는 다음과 같다.
1. 중요한 원재료 및 광물과 그 이름 및 화학식을 식별한다.
2. 중요한 물질의 결정 구조를 설명하고 원자 세부 정보 결정
3. 결정과 유리화학의 계통분류를 배운다.
4. 물리화학적 성질이 결정구조 및 미세구조와 어떤 관계가 있는지 이해.
5. 이러한 아이디어의 공학적 중요성과 과거, 현재, 미래의 외국 제품과의 관계를 연구한다.